# 貞純王后
貞純王后（1745年11月10日—1805年1月12日），為朝鮮王朝第21代國王英祖繼妃。本貫慶州金氏。父驪州鰲興府院君金漢耈，母原豐府夫人元氏。
1757年，英祖嫡妃貞聖王后逝世，英祖在冊封新王妃時，由於其父肅宗曾頒下禁令，不許後宮嬪御升任王妃，因此英祖並不在原本的後宮中選擇，而是在1759年另發「揀擇令」選妃，最後選中了金氏，於是冊為王妃。當時英祖66歲，王妃金氏只有15歲，是朝鮮王朝歷代國王與王妃的婚姻中，年齡差距最大的一對，王妃金氏甚至比英祖的世子──莊獻世子還年輕了十歲。因为她與正祖在政治上的看法時常不同，因此金氏與正祖（莊獻世子之子、第22代國王）的關係並不和睦。
1776年，英祖逝世，自1724年登基以來共在位52年，是朝鮮王朝史上在位最久的國王。英祖死後正祖繼位，王妃金氏升為王大妃。
1800年正祖駕崩，次子李玜即位，是為純祖。由於純祖即位時只有11歲，因而由升為大王大妃的金氏臨朝稱制。從純祖登基後臨朝稱制以來，一直到在1805年逝世為止的5年間，做為大王大妃的金氏掌握很大的權力，而且当时恰恰处于她臨朝稱制期间，因此被怀疑策划辛酉邪獄（诛杀天主教的教旨是以她的名义颁布的）。
1803年12月大王大妃金氏撤簾歸政。1805年1月12日，大王大妃金氏在昌德宮景福殿逝世，享年60歲。葬於英祖的元陵之中。諡號睿順聖哲莊僖惠徽翼烈明宣綏敬光獻隆仁正顯昭肅靖憲貞純王后。贞纯王后是继莊烈王后之后第二位也是最后一位国王在世时的法定曾祖母。（正祖为法定王孙，纯祖为法定王曾孙）

## 曾飾演貞純王后的藝人

### 電視劇
| 演員   | 時間   | 電視台 | 劇名                 |
| ------ | ------ | ------ | -------------------- |
| 金慈玉 | 1991年 | KBS    | 《王道》             |
| 李仁譓 | 1998年 | MBC    | 《帝王之路》         |
| 金英蘭 | 2000年 | KBS    | 《牧民心書》         |
| 염현희 | 2001年 | MBC    | 《洪國榮》           |
| 鄭愛利 | 2007年 | KBS    | 《漢城別曲-正》      |
| 金麗珍 | 2007年 | MBC    | 《李祘》             |
| 金姬貞 | 2007年 | CGV    | 《正祖暗殺之謎-8日》 |
| 林志恩 | 2008年 | SBS    | 《風之畫師》         |
| 琴丹菲 | 2011年 | SBS    | 《武士白東修》       |
| 張熙軫 | 2021年 | MBC    | 《衣袖紅鑲邊》       |

### 電影
| 演員   | 時間   | 片名     |
| ------ | ------ | -------- |
| 韓志旼 | 2014年 | 《逆鱗》 |
| 徐睿知 | 2015年 | 《思悼》 |